# برنهارت بایر
برنهارت بایر (آلمانی: Bernhard Baier; ۱۲ اوت ۱۹۱۲ – ۲۶ آوریل ۲۰۰۳) بازیکن واترپلو اهل آلمان بود.